# جيمس موريس (لاعب كريكت)
جيمس موريس (4 فبراير 1967 في المملكة المتحدة - ) (بالإنجليزية: James Morris)‏ هو سياسي ولاعب كريكت بريطاني.